# Éric Bidot
Éric Bidot, O.F.M.Cap. (Paris, 12 de maio de 1971) é um prelado católico francês, bispo de Tulle desde 15 de abril de 2025. Ele é membro da Ordem dos Frades Menores Capuchinhos.

## Biografia
Eric Bidot nasceu em12 de maio de 1971 em Paris . Estudou direito público na Université Paris-Descartes  e ingressou na Ordem dos Frades Menores Capuchinhos em 1998  aos 27 anos. Fez os votos perpétuos em 2005. Lecionou francês em Istambul após os estudos de direito. Durante a sua formação, estudou teologia no Centre Sèvres des Jésuites em Paris. 
Foi ordenado sacerdote em 29 de junho de 2007 em Clermont-Ferrand, e depois exerceu várias responsabilidades dentro de sua ordem. Foi notavelmente vigário e depois guardião do convento de Clermont-Ferrand , vigário provincial e depois ministro provincial da província de São Boaventura da França de 2015 a 2024 e finalmente presidente da conferência dos capuchinhos do noroeste da Europa até 2023 . 

## Bispo
Em 15 de abril de 2025, o Papa Francisco o nomeou bispo de Tulle, cujo assento estava vago desde a partida de Francis Bestion para a diocese de Blois em outubro de 2024. Ele escolheu como lema "Nós cooperamos na sua alegria" (2 Cor 1:24). Ele foi o último bispo francês nomeado pelo Papa Francisco antes de sua morte em 21 de abril.
Foi ordenado bispo em 15 de junho de 2025 na Catedral de Notre-Dame de Tulle  durante uma missa presidida pelo Cardeal François-Xavier Bustillo, Bispo de Ajaccio , assistido por Jérôme Beau, Arcebispo Metropolitano de Poitiers e Francis Bestion, Bispo de Blois, na presença de Celestino Migliore, Núncio Apostólico na França.